# Тиса (Прахова)
Тиса (рум. Tisa) насеље је у Румунији у округу Прахова у општини Санђеру. Oпштина се налази на надморској висини од 204 m.

## Становништво
Према подацима из 2002. године у насељу је живело 751 становника, од којих су сви румунске националности.